# Новосюлкі (гміна Грудек)
Новосюлкі (пол. Nowosiółki) — село в Польщі, у гміні Грудек Білостоцького повіту Підляського воєводства.
Населення — 35 осіб (2011).
У 1975-1998 роках село належало до Білостоцького воєводства.

## Демографія
Демографічна структура станом на 31 березня 2011 року:
|          | Загалом | Допрацездатний вік | Працездатний вік | Постпрацездатний вік |
| -------- | ------- | ------------------ | ---------------- | -------------------- |
| Чоловіки | 16      | 3                  | 7                | 6                    |
| Жінки    | 19      | 2                  | 5                | 12                   |
| Разом    | 35      | 5                  | 12               | 18                   |